# Corinne Lepage
Pour les articles homonymes, voir Lepage.
Ne doit pas être confondu avec Claudine Lepage.
Corinne Lepage, née le 11 mai 1951 à Boulogne-Billancourt, est une avocate et une femme politique française.
Engagée dans la protection de l'environnement, elle est notamment ministre de l'Environnement dans les gouvernements d’Alain Juppé (1995-1997) et députée européenne (2009-2014). Présidente de Cap21, elle recueille 1,88 % des suffrages exprimés à l’élection présidentielle de 2002.

## Situation personnelle

### Enfance et formation
Corinne Lepage est issue d’une famille juive. Son père est nez chez Rochas. Elle étudie au collège et au lycée Molière de Paris.
En 1971, elle sort diplômée de l'Institut d'études politiques de Paris. Corinne Lepage obtient ensuite un diplôme d'études supérieures (DES) de droit public, un DES de sciences politiques et le certificat d'aptitude à la profession d'avocat en 1974. Elle prête serment pour devenir avocate le 28 mai 1975. Elle obtient son doctorat d'État en 1982 avec félicitations du jury.

### Carrière professionnelle
Corinne Lepage co-crée en 1978 le cabinet d’avocats Huglo-Lepage, spécialisé dans le droit de l'environnement. 
Avec Christian Huglo, ils ont été des pionniers du droit de l'environnement en France et en Europe. Leur engagement a été déterminant dans l’émergence et le développement de cette discipline juridique, qui a été largement façonnée par l'influence de l'Union Européenne. Leur conviction personnelle pour la protection de l'environnement les a poussés à intégrer les enjeux écologiques dans le cadre juridique, contribuant ainsi à l'évolution du droit de l'environnement tant au niveau national qu'européen.
Elle est élue en 1987 au Conseil de l'ordre des avocats de Paris,.
Elle travaille à partir de mars 1978 sur le naufrage de l'Amoco Cadiz,. Elle y représente les collectivités locales du Finistère et des Côtes-du-Nord en opposition à Amoco. À l'issue d'un procès qui dure une quinzaine d'années, les victimes obtiennent gain de cause, une première en droit de l'environnement. Le cabinet refuse de verser au syndicat de communes 3,7 millions de francs, ce qui lui vaut un procès et une menace de saisie ; le procès se solde en faveur du cabinet.
À la même période, Corinne Lepage défend les collectivités locales et associations qui s’opposent à l’installation des centrales nucléaires ou qui luttent pour leur fermeture en particulier les collectivités locales allemandes et luxembourgeoises à Cattenom et suisses à Creys-Malville,.
Le cabinet travaille ensuite sur de nombreux dossiers concernant l'environnement, aux côtés d'associations comme Ecoropa, ou de collectivités locales. Depuis 2006, Corinne Lepage est avocate des collectivités locales et associations qui se sont constituées parties civiles dans le procès de la marée noire causée par le pétrolier Erika en 1999 et qui met en cause, entre autres, la compagnie pétrolière Total. Le 25 septembre 2012, la chambre criminelle de la Cour de cassation, dans sa formation plénière, a rendu, sur avis non conforme de l’avocat général, une décision approuvant la cour d’appel de Paris d’avoir retenu sa compétence pour statuer tant sur l’action publique que sur l’action civile dans l’affaire de la catastrophe écologique dite du pétrolier l’Erika. L’affréteur Total, qui avait commis une telle faute et qui avait, à tort, bénéficié d’une immunité de responsabilité, a, en conséquence, sur les pourvois de plusieurs parties civiles, vu sa responsabilité retenue par la chambre criminelle qui l’a condamné à réparer les conséquences du dommage solidairement avec ses co-prévenus d’ores et déjà condamnés par la cour d’appel.
En 2010, elle défend l'association Mouvement pour les droits et le respect des générations futures (MDRGF), assignée pour dénigrement par la Fédération nationale des producteurs de raisins de table (FNPRT). Elle est également l'avocate de l'Association des victimes des inondations de La Faute-sur-Mer à la suite du passage de la tempête Xynthia, ainsi que de 115 victimes en appel.
En 2011, elle remporte le prix European Women Business Law Awards, organisé par l'IFLR (International Financial Law review) dans la catégorie « droit de l'environnement »,.
En 2015, elle soutient le Conseil administratif de la Ville de Genève qui s’oppose à la poursuite de l’exploitation de la centrale nucléaire du Bugey. La même année, elle obtient le prix du Livre politique du barreau de Paris pour son livre Les mains propres, aux éditions Autrement.
Elle obtient le premier succès de justice climatique en France dans l'affaire Grande-Synthe en obtenant du Conseil d'État l'obligation de respecter ses objectifs climatiques.
Elle défend la commune de Maincy pour faire juger en 2019 la mise en danger d'autrui, puis obtient en 2020 et 2021 devant le Conseil d'État la condamnation de l'État pour carence climatique.

## Parcours politique
En raison de sa participation au gouvernement d'Alain Juppé (1995-1997), Corinne Lepage est considérée comme une écologiste de droite, qualification dans laquelle elle ne veut pas se reconnaître, ne se disant ni de droite, ni « écolo ».

### Débuts (1981-1995)
Candidate écologiste en 1981, elle est élue en 1989 sur une liste divers droite, maire adjointe chargée de l’environnement et de l’urbanisme à Cabourg. À la suite du vote d’une délégation de service public de l’eau ne respectant pas les règles de concurrence, elle entre en opposition durant l'hiver 1990. Elle saisira en 1992 le procureur de la République de Caen de ces faits. La bataille juridique durera jusqu’en 1999, et s'achèvera par la condamnation lourde du maire.
Elle est candidate en 1993 aux élections législatives dans la 4e circonscription du Calvados sous la bannière de Génération écologie qu’elle a cofondé en 1989 avec Brice Lalonde, Jean-Louis Borloo et Jean-Michel Belorgey. Elle arrive cependant loin derrière Nicole Ameline, candidate UDF et dauphine de Michel d'Ornano avec un score de 6,17 %. Elle quitte le parti rapidement après.
Corinne Lepage est réélue aux élections  municipales de 1995 sur la liste RPR conduite par Jacques Porcq dont elle devient première adjointe au maire de Cabourg.

### Ministre de l'Environnement (1995-1997)
En 1995, elle répond positivement à la proposition d'Alain Juppé de prendre en charge le ministère de l’Environnement. Elle n'est alors membre d'aucun parti. Corinne Lepage déclare : « Ma nomination au ministère de l’Environnement n’est survenue que par les combats que j’avais menés auparavant. Alain Juppé cherchait des femmes de la société civile. Je n’avais pas d’étiquette politique à l’époque, et certainement pas celle de droite ! », dans un entretien accordé à Yves Loison en décembre 2009. Selon le journal Libération, sa nomination est aussitôt vivement critiquée par certains membres de la droite normande.
Corinne Lepage fait partie des douze femmes (nombre inhabituellement élevé à l'époque) — les « juppettes » — qui composent le premier gouvernement Juppé. Le 7 novembre 1995, lors du remaniement ministériel donnant lieu au second gouvernement Juppé, elle est la seule femme à rester ministre de plein exercice. Si elle n'a pas souffert de difficultés particulières en tant que femme au sein du gouvernement, elle déplore, en 2004, d'avoir eu à subir, à l'Assemblée nationale, des injures « qui n'auraient jamais été proférées à l'égard d'un homme ». En octobre 2008, elle critique, à la lumière de son expérience personnelle, le comportement de François Fillon et de la majorité UMP à l'égard de Nathalie Kosciusko-Morizet en soutenant publiquement l'action et les propos de cette dernière.
En tant que ministre de l'Environnement, Corinne Lepage se donne pour priorité de montrer que l'environnement peut « contribuer à la lutte contre le chômage ». En 1996, le Conseil des ministres adopte son projet concernant la pollution de l'air. Il rend obligatoire la surveillance de la qualité de l'air et renforce les mesures de limitation de la circulation en cas d'alerte. Ce projet aboutit à l’adoption par le Parlement de la loi LAURE du 30 décembre 1996, également appelée « loi Lepage ». Cette loi instaure notamment des limitations de vitesse dans les métropoles françaises en cas de pic de pollution à l'ozone. La même année, Corinne Lepage obtient la création du Comité de la prévention et de la précaution. Dès son arrivée en 1995, elle met un terme à la participation de la puissance publique au Comité permanent amiante.
Accusée « d'adopter un profil bas », Corinne Lepage est l'objet de critiques pour son absence de vision politique de l'environnement,, sous la présidence de Jacques Chirac, face à de grands thèmes écologiques : reprise des essais nucléaires, redémarrage du réacteur nucléaire Superphénix en septembre 1995, réduction du budget de l'Environnement, difficultés de mise en place de la directive européenne Natura 2000.
Le redémarrage contesté du réacteur Superphénix, qui connaît de nombreuses difficultés techniques, est l'occasion d'un vigoureux bras de fer entre Corinne Lepage et le ministre de l'Industrie Franck Borotra. Après l'annulation en 1997 du décret d'autorisation de création de 1994 par le Conseil d'État, elle refuse de signer le décret de redémarrage sans enquête publique. Elle menace implicitement Alain Juppé de démissionner. Le syndicaliste Christian Moesl (CGC) déclare : « Les politiques avaient toutes les cartes en main. Il y avait une volonté manifeste de laisser traîner le dossier. (…) Superphénix, on le sent bien, c’est une épine pour tous les gens qui ont été au pouvoir. (…) On l’a bien senti, on a toujours eu des décisions frileuses de la part des politiques. Je prends l’exemple du dernier Gouvernement : Corinne Lepage a mis Superphénix au bord du précipice et Dominique Voynet l’a poussé », lors de son audition par la commission d'enquête parlementaire sur Superphénix et la filière des réacteurs à neutrons rapides.
Pour Libération, les résultats de son ministère se réduisent à « rien, hormis une loi sur l'air, simple "thermomètre" de la pollution, instaurant tout de même la circulation alternée les jours de pic. » Corinne Lepage tire de son expérience au ministère le livre On ne peut rien faire, Madame le ministre, dans lequel elle dresse un constat d'impuissance face aux lobbies des industriels de l'automobile, au clientélisme politique et aux technocrates des grands corps de l'État.
En 1996, elle crée le club de réflexion politique Cap21 (Citoyenneté, action, participation pour le XXIe siècle), qui « se reconnaît dans le réformisme écologique »

### Figure écologiste du centre (1997-2007)
À la suite de la dissolution de 1997, Corinne Lepage se présente aux élections législatives de mai 1997, dans la septième circonscription de Paris, sous l'étiquette Divers droite. Elle perd au second tour face au socialiste Patrick Bloche avec près de dix points d'écart entre les deux candidats (54,50 % contre 45,50 %). La défaite de la droite met fin à l’expérience ministérielle de Corinne Lepage. Elle mène une liste indépendante lors des élections régionales de 1998 en Basse-Normandie avec Olivier Stirn, face au président de droite sortant René Garrec (Démocratie libérale), mais elle n'obtient aucun siège.

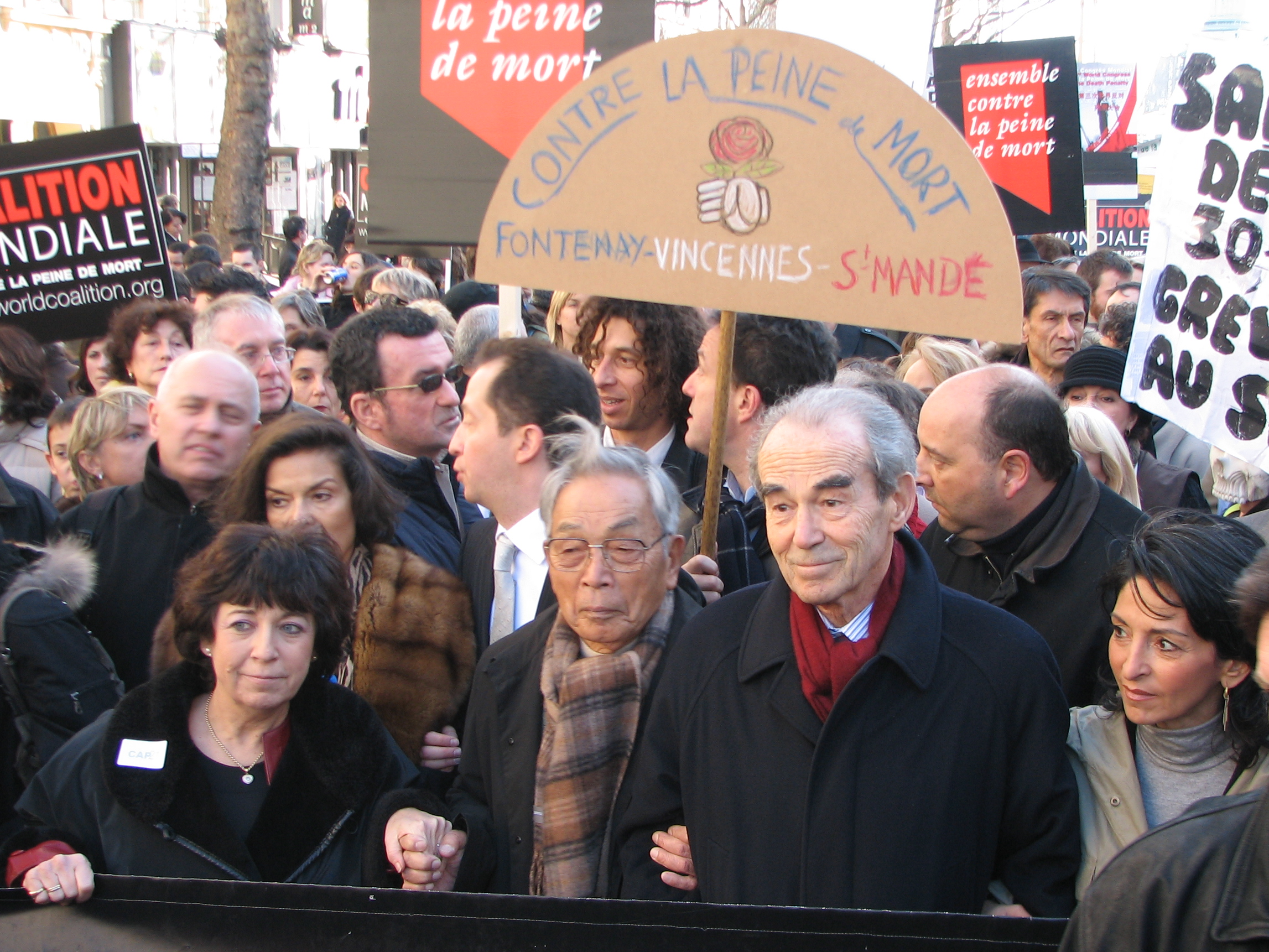
Corinne Lepage, Sakae Menda et Robert Badinter lors d'une manifestation contre la peine de mort, en février 2007.

Elle continue néanmoins son combat pour une écologie « soutenable », c'est-à-dire compatible avec les contraintes économiques. En 2000, elle transforme son club de réflexion Cap21 en mouvement politique. Le 1er janvier 2001, elle devient chevalier de l'ordre national de la Légion d'honneur. Elle déclare « travailler à la constitution d'un grand pôle au centre de l'échiquier politique, où puissent se retrouver des gens de droite et de gauche autour de l'écologie, de l'humanisme et de la citoyenneté ».
En 2002, elle se lance dans la course à l’Élysée. Elle choisit, au cours de sa campagne, de s'opposer directement aux Verts, le parti écologiste de la Gauche plurielle, à qui elle reproche d'avoir « instrumentalisé l'environnement ». Elle critique vivement Noël Mamère, qui l'accuse pour sa part de « faire le coucou dans la niche écologique »[source insuffisante], et elle réclame, sans l'obtenir, l'organisation d'un débat public entre eux deux[source insuffisante]. Elle affirme qu'elle n'appellerait « certainement pas à voter pour Lionel Jospin ». Elle recueille 1,88 % des voix au premier tour.
Aux élections régionales de 2004, elle est tête de liste du département de Paris sur la liste d'André Santini (UDF). Sa liste obtient 16,5 % des suffrages, et arrive ainsi en troisième position, derrière celles de Jean-Paul Huchon (37,25 %) et de Jean-François Copé (26,6 %). Elle refuse de participer à la fusion de second tour avec la liste UMP. La liste indépendante qu'elle conduit ensuite aux élections européennes de juin sur la circonscription Île-de-France recueille 3,61 % des voix.
Le 5 janvier 2007, elle confirme être l'auteur, avec André Bercoff, de deux pamphlets politiques, J'arrive et On efface tout et on recommence, publiés en 2005 et 2006 sous le nom de plume de Catherine Médicis, stratagème nécessaire, selon elle, pour être entendue en tant que petit candidat.

### Collaboration avec François Bayrou (2007-2010)

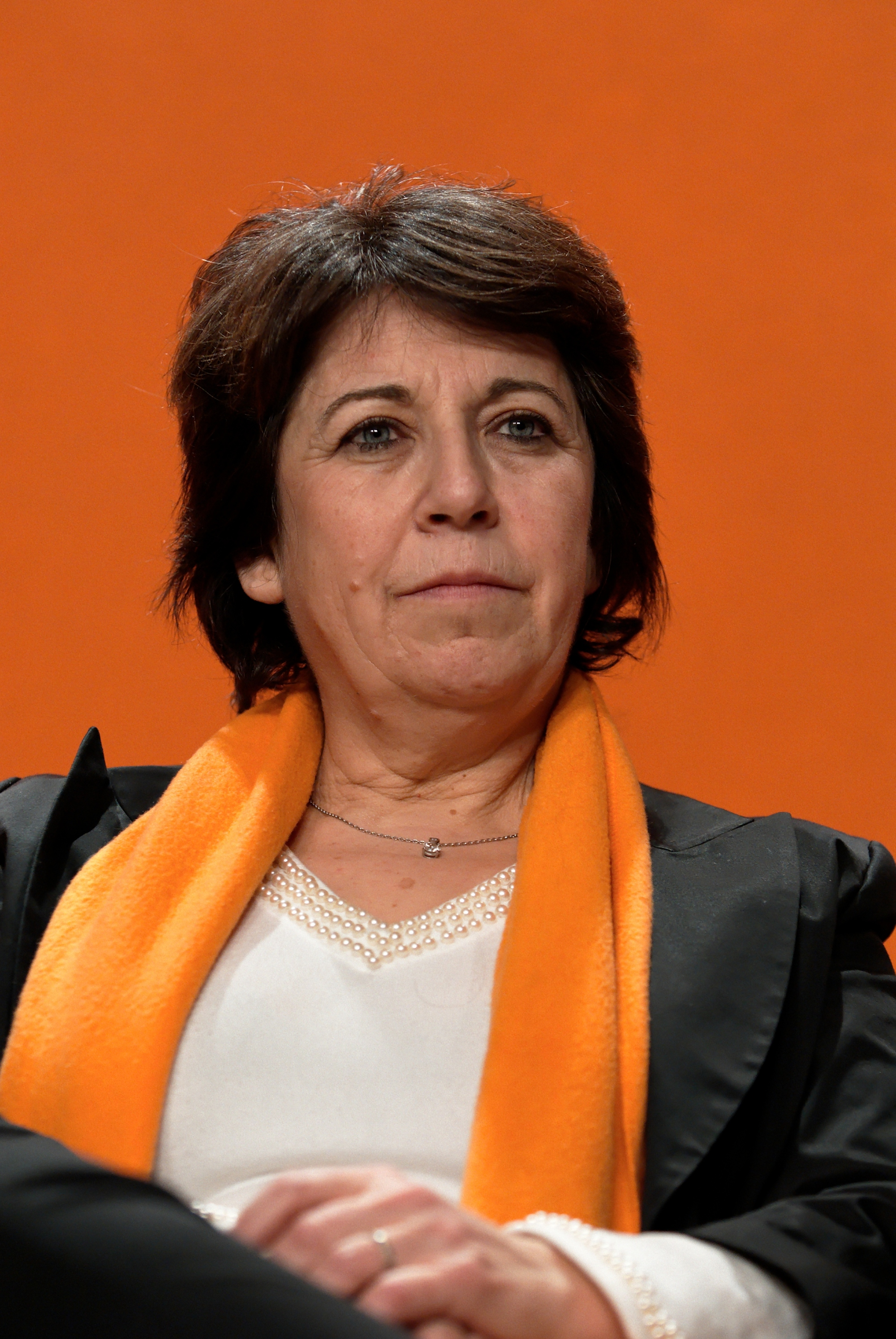
Corinne Lepage en 2008.

Le 10 mars 2007, elle décide de ne pas se présenter à l'élection présidentielle de 2007. Elle l'explique dans un entretien accordé au Journal du dimanche du 11 mars : « J'ai décidé de rejoindre François Bayrou malgré ma capacité à obtenir mes cinq cent signatures ». Elle apporte ainsi son soutien au candidat centriste qui « incarne aujourd'hui un véritable changement dans le pays, qui peut permettre à l'écologie politique d'occuper la place qui lui revient ». Cap21 est alors l'un des membres fondateurs du nouveau parti politique de François Bayrou, le Mouvement démocrate (MoDem).
En mai 2007, après la défaite de François Bayrou au premier tour de l'élection présidentielle, et la victoire de Nicolas Sarkozy face à Ségolène Royal, Corinne Lepage refuse de participer au gouvernement Fillon par « fidélité à ses convictions. Elle signe, le 14 février 2008, avec seize autres personnalités politiques de tous bords, l'« Appel du 14 février » pour une vigilance républicaine lancé par l'hebdomadaire Marianne. À la suite du discours de Nicolas Sarkozy, le 20 décembre 2007 au Palais de Saint-Jean de Latran, sur la place de la religion dans la vie publique, ainsi qu'à ses déclarations sur la scientologie, elle considère que le pouvoir développe « une philosophie générale » qui mène à une « déconstruction de la laïcité à la française » (Canal+, 21 février 2008). Le 15 janvier 2008, elle avait déjà participé à la réunion « Laïcité : l'école et les enfants d'abord ! » organisée à l'initiative des associations signataires d'une tribune en faveur de la laïcité parue dans le journal Libération le 10 décembre 2007, au premier rang desquelles figuraient des associations telles que la Ligue internationale contre le racisme et l'antisémitisme (LICRA), Ni putes ni soumises et SOS Racisme.
Elle est candidate MoDem aux élections municipales de mars 2008 dans le 12e arrondissement de Paris, face à Jean-Marie Cavada (ex-MoDem, passé à l'UMP) et Michèle Blumenthal (PS). Sa candidature est soutenue par Jean-Luc Romero, qui déclare faire alors « un choix d'ami » et « un choix de militant ». Avec 9,95 % des voix au premier tour de l'élection, elle arrive en troisième position derrière le PS (46,07 %) et l'UMP (24,3 %) (le MoDem réalise une moyenne de 9 % sur l'ensemble de la ville). Corinne Lepage devient vice-présidente du MoDem le 15 juin 2008. Quelques mois plus tard, le 8 février 2009, François Bayrou la présente comme tête de liste du MoDem dans la circonscription Nord-Ouest (Basse-Normandie ; Haute-Normandie ; Nord-Pas-de-Calais ; Picardie) à l'occasion des élections européennes de juin 2009. Elle est élue eurodéputée avec 8,67 % des voix, derrière les listes de Dominique Riquet (Majorité présidentielle, 24,2 %), Gilles Pargneaux (PS, 18,1 %), Hélène Flautre (Europe Écologie, 12,1 %) et Marine Le Pen (FN, 10,2 %)
À l'automne 2009, Corinne Lepage démissionne de la présidence des commissions thématiques du MoDem, mais reste vice-présidente du parti. De vives tensions apparaissent entre Cap21 et le MoDem lorsque le parti de Corinne Lepage choisit, dans plusieurs régions, de s'allier pour les élections régionales de mars 2010 avec Europe Écologie, et non avec le MoDem : Haute-Normandie, Provence-Alpes-Côte d'Azur, Languedoc-Roussillon, Lorraine, Alsace, Pays de la Loire.
Après avoir critiqué la stratégie de François Bayrou et du MoDem, qu'elle estime « refermé sur lui-même », elle annonce avoir décidé de quitter le parti le 17 mars 2010. Au second tour des élections régionales, elle appelle à voter à gauche, sauf en Aquitaine où Jean Lassalle (MoDem) se maintient. Lors de son congrès du 29 mai 2010, Cap21 se présente comme un « parti autonome » et ses adhérents votent « à une très large majorité » le départ du MoDem. Corinne Lepage finira par porter plainte contre François Bayrou pour « dénonciation calomnieuse », en marge de l’affaire des assistants d’eurodéputés MoDem,.

### Députée européenne (2009-2014)

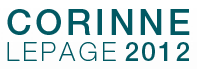
Logo utilisé par Corinne Lepage en vue de l’élection présidentielle de 2012, à laquelle elle ne peut finalement se présenter faute d’avoir réuni les 500 parrainages nécessaires.

Le 7 juin 2009, elle est l'une des six députés élus du MoDem (tête de liste pour le Nord-Ouest) lors des élections européennes, seule élue dans la circonscription Nord-Ouest. En juin et juillet 2009, à la suite du mauvais score du MoDem aux élections européennes (8,5 % des suffrages exprimés), elle remet en cause la stratégie du parti, trop orienté sur la personnalité et les choix de François Bayrou. Elle appelle alors de ses vœux une alliance, au Parlement européen, entre le MoDem et Europe Écologie.
Députée européenne (MoDem puis seulement Cap21 après le 17 mars 2010), elle siège au sein du groupe ADLE dont fait partie le MoDem. Elle devient, le 17 juillet 2009, la première vice-présidente de la commission Envi (Environnement, santé publique et sécurité alimentaire), et membre suppléant de la commission ITRE (Industrie, recherche et énergie), au Parlement européen.
Au sein du groupe ADLE, elle est active sur les directives IPPC, RoHS, WEEE, nouveaux aliments, informations des consommateurs et sur les thématiques du changement climatique, du mix énergétique, de l'expertise non dépendante, du lien entre santé et environnement, la neutralité du net, la régulation Internet, les libertés individuelles et fondamentales. Elle défend par ailleurs le traité de Lisbonne, en mettant en valeur en particulier le pouvoir politique des européens à travers les pétitions inter-européennes.
Le 15 octobre 2009, elle annonce la création du club politique « Terre démocrate, l’imagination au pouvoir », dont la feuille de route tient en trois mots : « débat, échange et construction ».
Du 14 décembre au 19 décembre 2009, elle est la seule députée européenne française de la délégation du Parlement européen au sommet de Copenhague.
Au Parlement européen, en janvier 2010, elle crée l'intergroupe « Mers et zones côtières » pour traiter des dossiers comme la biodiversité marine, la création d’un corps européen de garde-côtes, le développement des énergies marines, la protection du littoral, le traitement des déchets marins, le transport maritime et le changement climatique. Cet intergroupe qu'elle préside rassemble une quarantaine de députés issus de la quasi-totalité des groupes politiques du Parlement.
En septembre 2011, Corinne Lepage signe la lettre de cent huit parlementaires français au président de la République Nicolas Sarkozy, lui demandant de s'opposer, en cas de saisine du Conseil de sécurité des Nations unies, à la reconnaissance d'un État palestinien. La lettre est publiée dans un article du Journal du dimanche avec la liste des signataires.

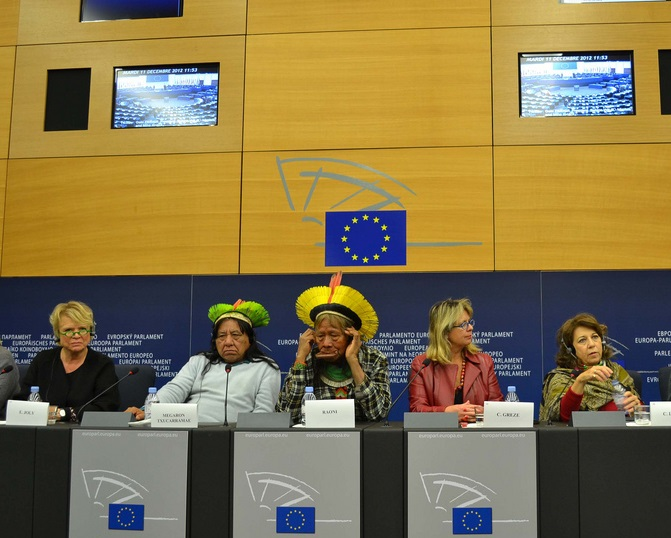
Eva Joly, Megaron, le chef Raoni, Catherine Grèze et Corinne Lepage au Parlement européen en 2012.

Le 4 octobre 2011, elle annonce sa candidature à l'élection présidentielle française sur le plateau de TF1. En février 2012, onze personnalités (Jean-Marie Pelt, Yann Arthus-Bertrand, Jean-François Viel, Dominique Belpomme, Gilles-Éric Séralini, Philippe Desbrosses, Jean-Paul Jaud, Serge Orru, Isabelle Autissier, Christian Vélot et Joël Spiroux) lancent « un appel démocratique à parrainer Corinne Lepage », pour qu'elle obtienne les 500 signatures qui lui permettent de concourir. Elle déclare avoir obtenu entre 470 et 520 parrainages. Or, elle ne fait pas partie de la liste des candidats dévoilée par le président du Conseil constitutionnel le 19 mars 2012. Le 22 mars 2012, le Conseil constitutionnel publie une décision dans laquelle il rejette son recours, et indique qu'il n'a reçu que 476 « présentations » (c'est-à-dire 476 parrainages dont la validité n'a pas été examinée) en faveur de sa candidature. Corinne Lepage, qui reconnaît avoir écrit au Conseil constitutionnel, affirme en revanche « ne pas avoir fait » de recours ou de réclamation auprès de lui.
Le 17 avril 2012, elle annonce qu'elle crée avec Michel Suchod un nouveau mouvement, le Rassemblement démocrate écologiste et républicain. Elle appelle à voter pour François Hollande dès le premier tour.
Après un entretien avec François Hollande le 2 juillet 2012, au cours duquel elle demande des garanties sur les forages pétroliers au large de la Guyane comme le financement d'éventuels dommages écologiques, elle réitère son souhait de voir se constituer un rassemblement de tous ceux qui avaient appelé à voter pour lui,.
Corinne Lepage n'est pas réélue lors des élections européennes de 2014 : tête de liste Cap21 dans la circonscription Île-de-France, elle n'obtient que 2,34 % des suffrages exprimés.

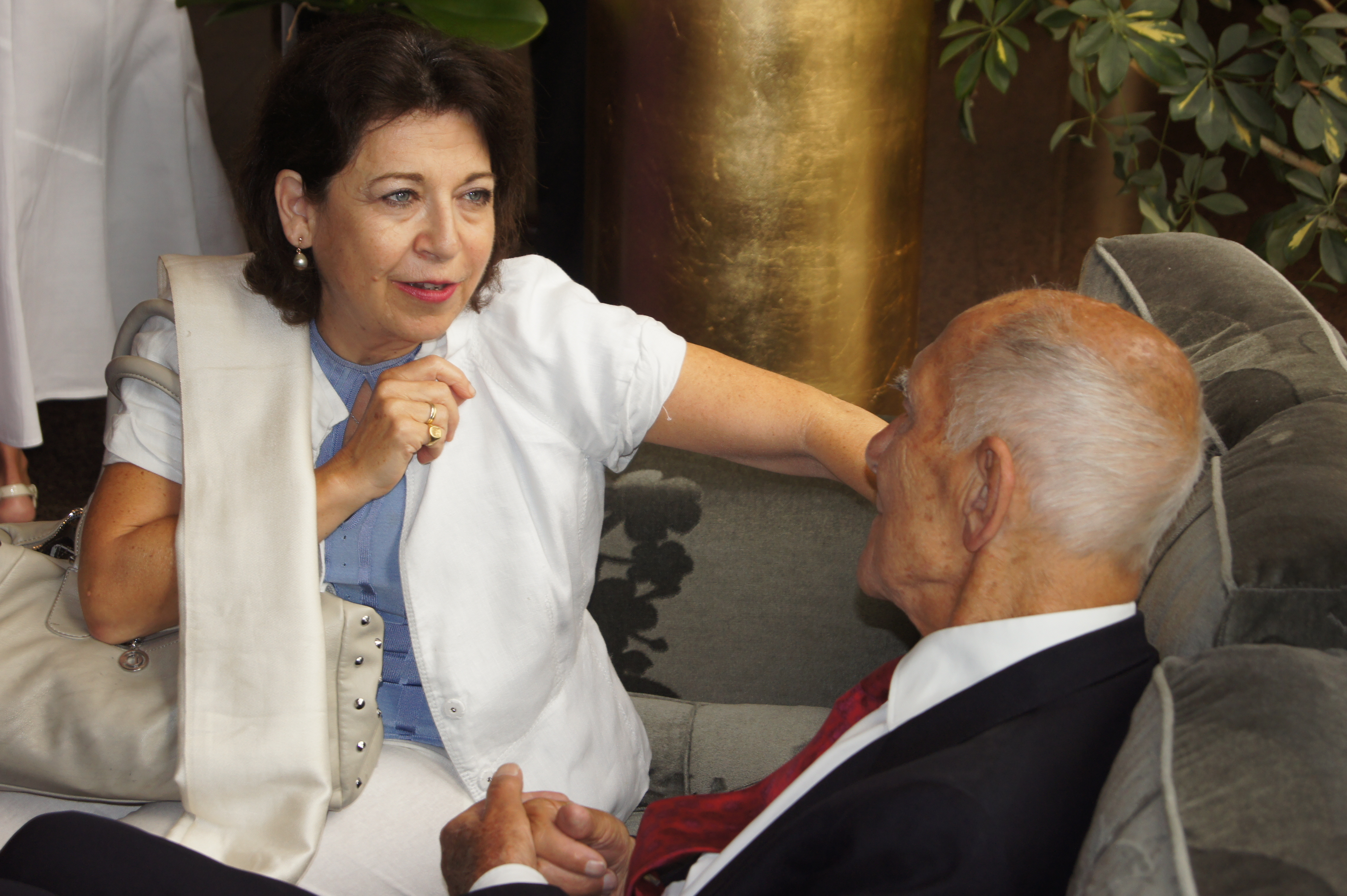
Corinne Lepage et Stéphane Hessel en 2011.
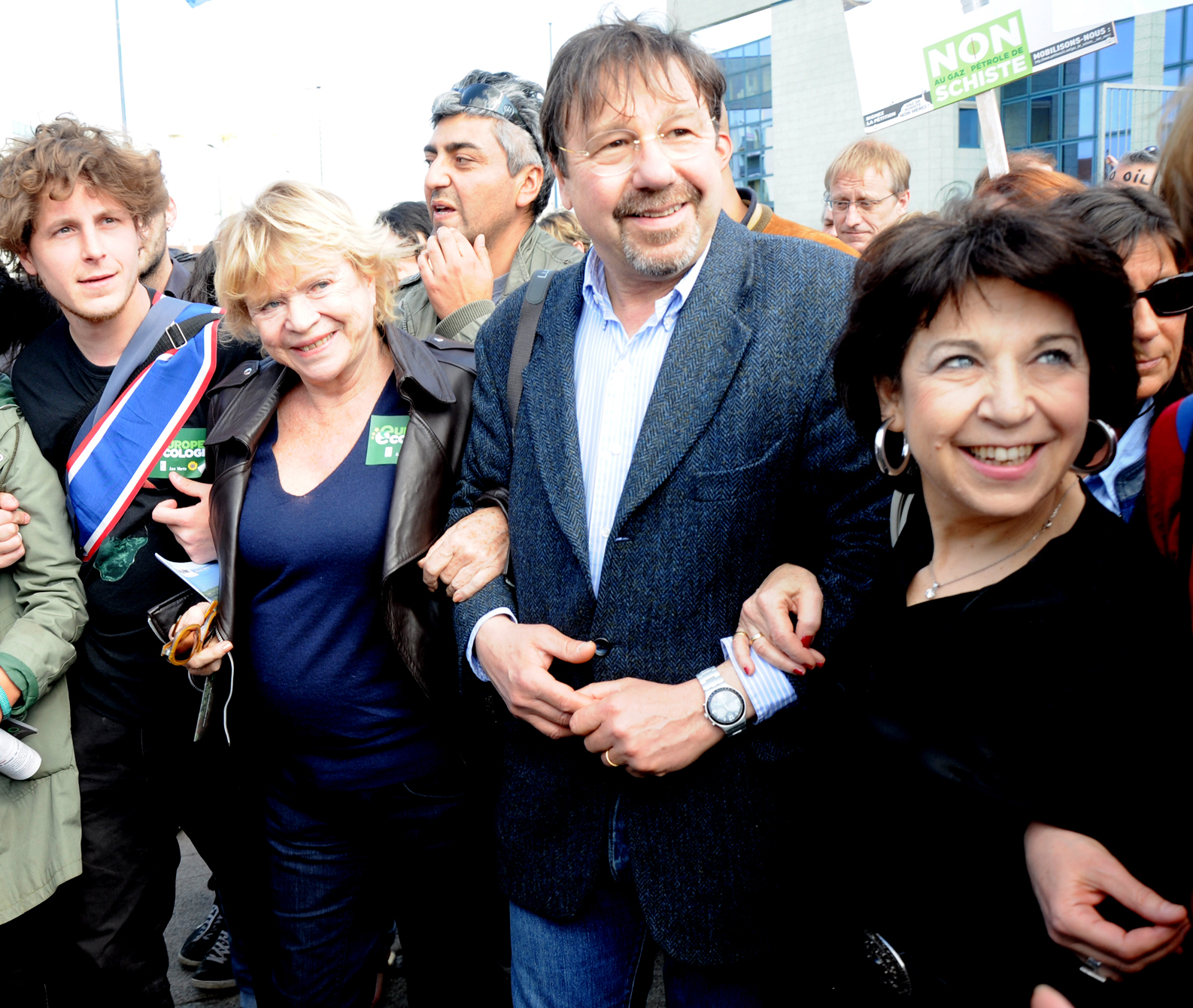
Julien Bayou, Eva Joly et Corinne Lepage protestant contre l’extraction de gaz de schiste.
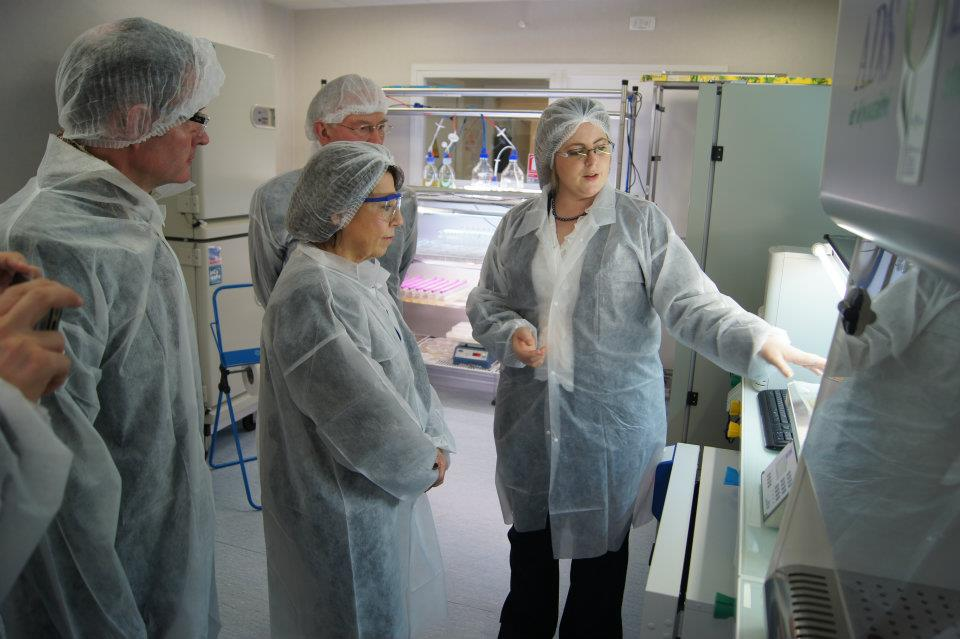
Corinne Lepage visitant un laboratoire en 2012.

### Action depuis 2014

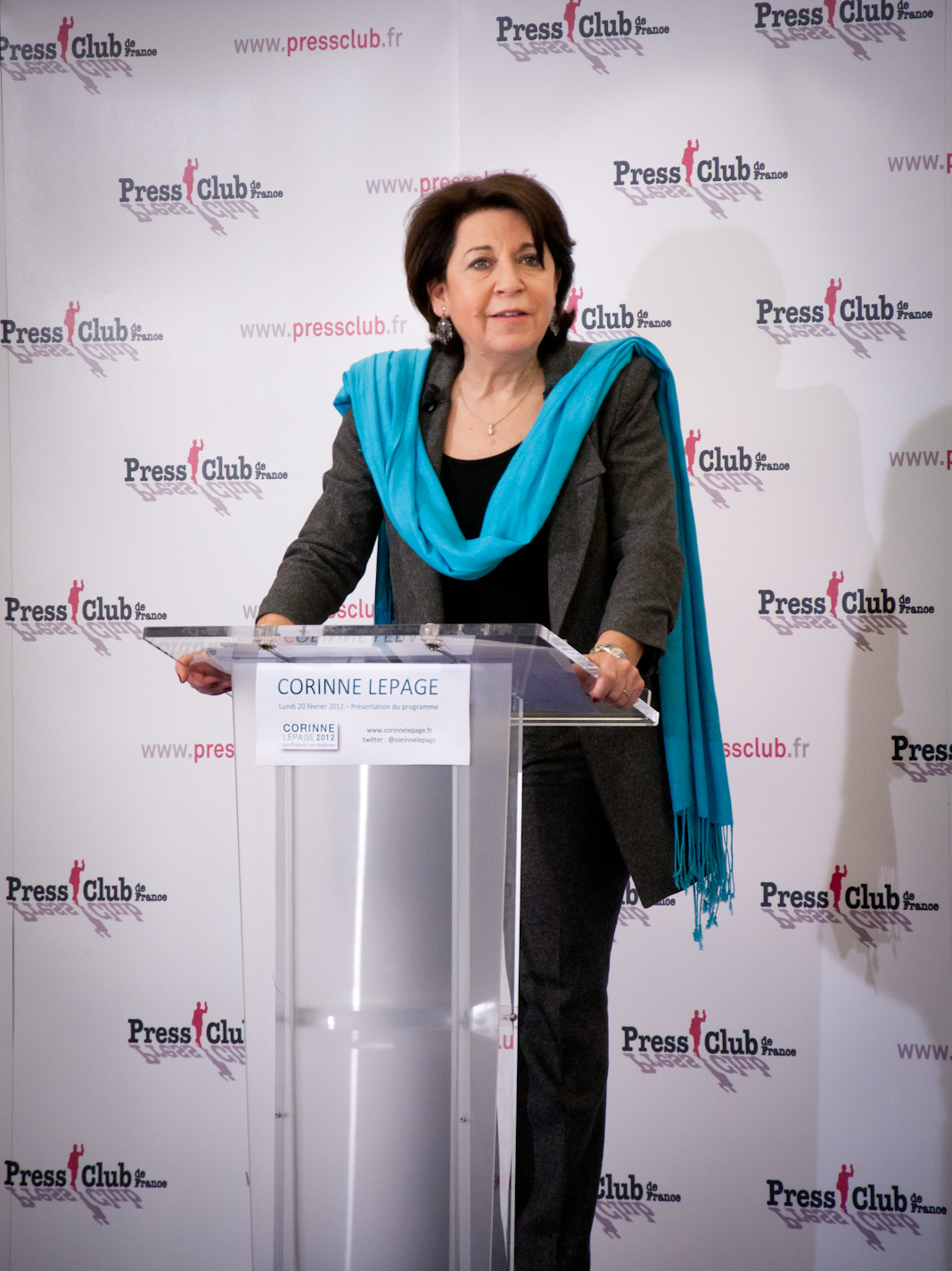
Corinne Lepage en 2012.

Elle lance en 2013 Le Rassemblement citoyen, qui est présenté comme une coopérative politique pour faire travailler les politiques et la société civile. Elle affirme vouloir donner au citoyen les instruments pour reprendre son destin en main en s'investissant en politique ou en lui donnant des solutions testées sur le terrain grâce au think tank Essaim, créé en 2012. Elle déclare souhaiter qu'élus, universitaires, entrepreneurs, associatifs coopèrent et préparent ensemble une transition économique, écologique, énergétique et agricole. Mais elle affirme vouloir également permettre à la société civile de faire entendre ses idées, ses solutions, son savoir-faire et d'être un contre-pouvoir au sein de cette coopérative pour veiller à ce que les élus fassent ce qu'ils disent. Cap21, créé sous forme d’association par Corinne Lepage en 1996 et devenu par la suite un parti politique, fusionne avec Le Rassemblement citoyen le 13 décembre 2014.
En janvier 2017, Corinne Lepage annonce soutenir Emmanuel Macron dans la perspective de l'élection présidentielle, estimant que l'ancien ministre représente « la meilleure solution pour la France aujourd'hui ». Alors qu'Emmanuel Macron a jusqu'alors proposé un discours favorable au diesel et au nucléaire, à rebours de ses positions historiques, Corinne Lepage affirme entendre faire évoluer le candidat sur les questions environnementales, jugeant qu'on « ne peut pas être le candidat de la modernité et ne pas faire de la transition écologique un axe majeur de sa campagne ». » Elle devient membre du comité politique de son parti La République en marche et participe à l'élaboration de son programme en matière d'écologie.
En janvier 2019, Corinne Lepage confie être « terriblement déçue sur la politique écologique » et annonce à BFM-TV en mars, qu’elle ne voterait pas pour La République en marche aux élections européennes. Deux ans après l'élection présidentielle, elle accuse Emmanuel Macron d'être revenu « sur à peu près tout » ses engagements et de finalement ne pas être écologiste.
Le 18 décembre 2020, les mouvements Cap21 de Corinne Lepage, Génération écologie de Delphine Batho et l'Alliance écologiste indépendante de Jean-Marc Governatori annoncent la création d'une plateforme de coordination commune et distincte du parti Europe Écologie Les Verts. Corinne Lepage insiste sur le fait que la ligne politique de Cap21, GE et l'AEI ne sont « pas du tout sur une ligne d'accord avec La France insoumise, ce qui est parfois très ambigu pour EELV dans certaines parties du territoire ». Dans ce texte, les ex-ministres de l'Environnement tiennent à marquer leur différence sans aucune ambiguïté sur la laïcité,,.
Le 27 février 2021, Cap21 et l'AEI annoncent leur fusion pour créer Cap écologie, un projet qui n'aboutit finalement pas.
Le 8 février 2024, Corinne Lepage et Yann Wehrling annoncent le lancement du collectif « Écologie Positive & Territoires », qui regroupe une quinzaine de formations politiques et qui revendique quatre valeurs principales : l'écologie, le régionalisme, la citoyenneté et la protection animale,. Cette coalition rassemble les partis Cap21-Le Rassemblement citoyen, Écologie Positive (présidé par Yann Wehrling), France Écologie (présidé par Isabelle Jacono), Les Écologistes du Trèfle (présidé par Albert Lapeyre), Les Universalistes (anciennement MHAN, présidé par Aloïs Lang-Rousseau), 100% Citoyens (fondé par Éric Lafond), ainsi que la Fédération des Pays Unis (présidé par Jean-Luc Davezac), et présente pour les élections européennes de 2024 une liste conduite par Yann Wehrling, avec Chantal Cutajar en deuxième position.

## Prises de position

### Environnement
Corinne Lepage défend les intérêts écologiques tant au barreau de Paris qu’à celui de Bruxelles, et s'associe à plusieurs associations. Elle est ainsi cofondatrice de l'Observatoire de vigilance et d’alerte écologique avec Michèle Rivasi et du Comité de recherche et d'information indépendantes sur le génie génétique (CRIIGEN), association dont l'objet est de dénoncer les risques environnementaux et sanitaires liés à la diffusion des OGM.

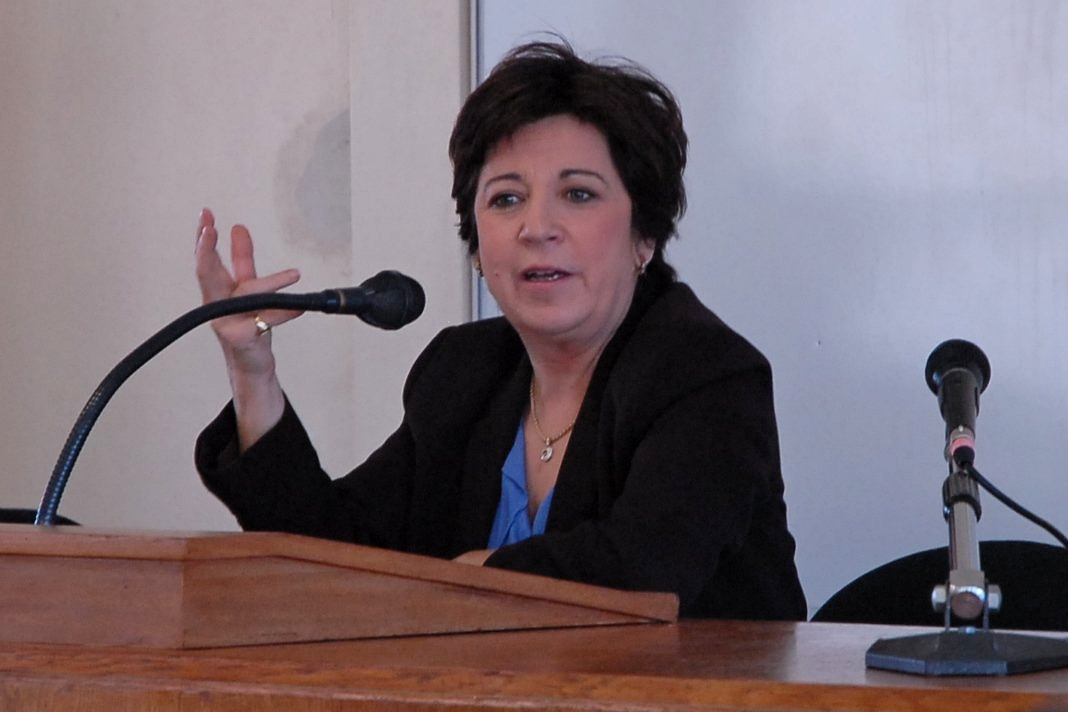
Conférence de Corinne Lepage à l'IEP de Toulouse en février 2007.

La mobilisation des ONG et de la société civile est pour elle nécessaire pour changer notre mode de développement. À la suite du sommet de Copenhague, elle réaffirme en 2009 : « La société civile ne peut désormais plus compter que sur elle-même pour assurer son avenir. »
En février 2008, elle rend au ministre de l'Environnement, Jean-Louis Borloo, un rapport sur la « gouvernance écologique ».
Le Parlement européen approuve, à une large majorité, en août 2011, son rapport relatif à la « possibilité pour les États membres de restreindre ou d'interdire la culture d'OGM sur leur territoire, dans le cadre du projet de directive de la Commission ».
Pour Corinne Lepage, « En France, le lobby nucléaire, c’est l’État ! » : « Les défenseurs de l’atome sont très présents » au sein du gouvernement, au Parlement, dans l’administration française, au sein des grands groupes industriels et économiques, et dans une grande partie du monde académique. Selon elle, le lobby nucléaire pourrait recommencer ce qui a été fait en 1973, à savoir imposer sans débat démocratique un nouveau programme nucléaire pour au moins un demi-siècle, en poussant la commande publique de nouveaux réacteurs exploitant la technologie des EPR.

### Enseignements
Corinne Lepage a enseigné à l'université Paris II, Paris XII, ainsi qu'à l'université de Versailles-Saint-Quentin-en-Yvelines et à l'Institut d'études politiques de Paris, dans le cadre de la chaire de développement durable, notamment avec un cours sur le droit de la justice climatique.

### Avocate
Corinne Lepage soutient une plainte déposée le 9 février 2016 auprès de l'État français et de l'Union européenne pour non-respect de la réglementation en matière d'accès à l'information sur les OGM, par le collectif citoyen « Consommateurs pas cobayes ». Invoquant notamment la Convention d'Aarhus, le collectif réclame l'étiquetage obligatoire de tous les produits alimentaires issus d'animaux nourris avec des OGM.
En sa qualité d'avocate, Corinne Lepage défend en 2020 les intérêts de sa cliente l'éditrice Odile Jacob qui s'oppose à l'installation d'un couple de jeunes agriculteurs bio sur des parcelles agricoles à Adainville (Yvelines). Les motifs avancés par l'avocate Corinne Lepage sont « les nuisances sonores, olfactives, visuelles et sanitaire » de l'élevage. Décidée à empêcher cet élevage, Corinne Lepage a déposé un recours contre le permis de construire.

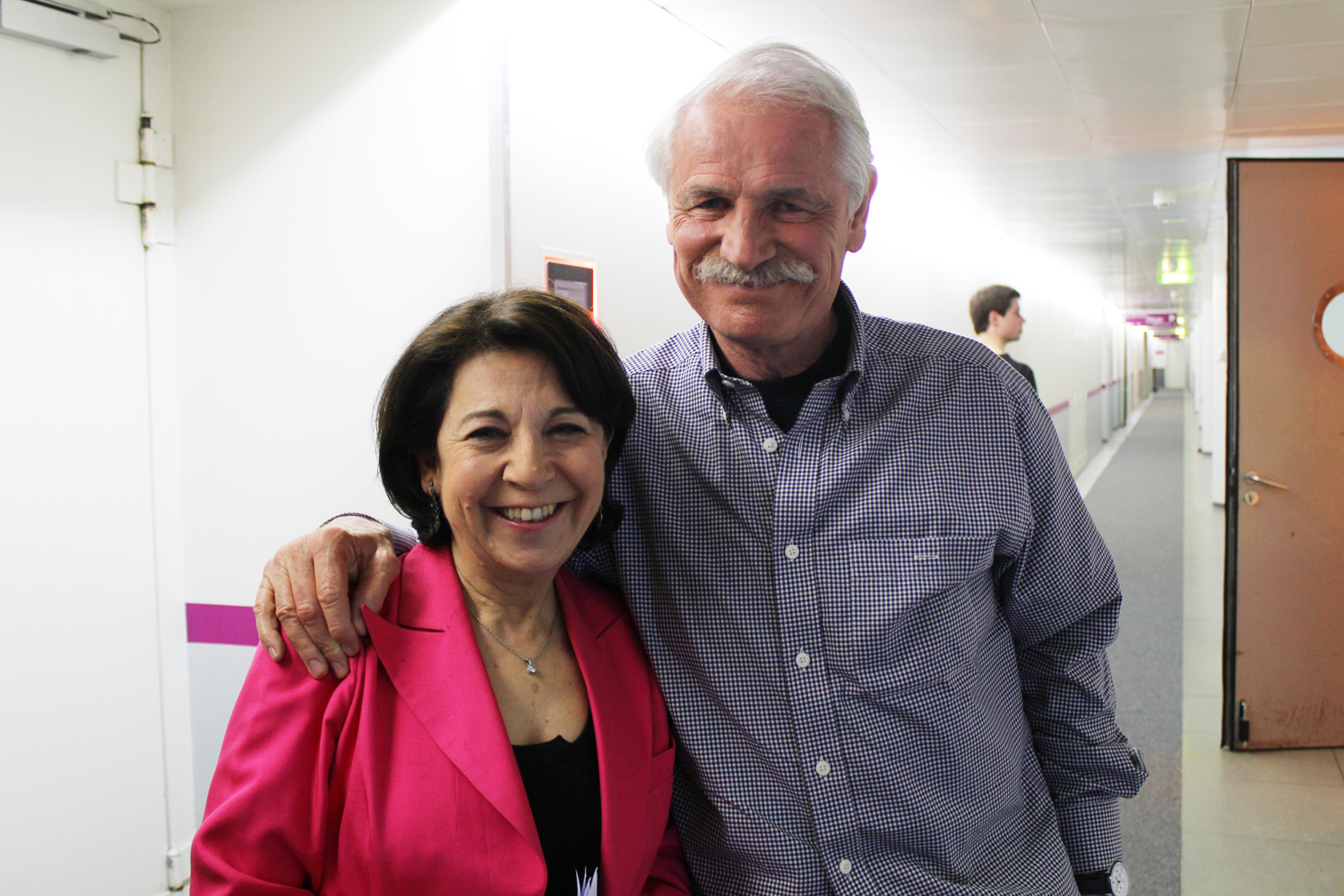
Corinne Lepage et Yann Arthus-Bertrand.

### Activités associatives
Le 20 janvier 2015, la ministre de l'Écologie Ségolène Royal charge Corinne Lepage d'une mission sur la « transition économique » afin de soutenir les acteurs de « l'économie verte ». Ainsi, Corinne Lepage créé un groupe de travail en vue de « répertorier les entreprises innovantes afin de permettre la création d'un réseau », « déterminer les blocages auxquels ces secteurs sont confrontés », et enfin « déterminer l'utilité et les conditions d'une mise en synergie globale » de ces acteurs. Elle crée le MENE (Mouvement des Entrepreneurs de la Nouvelle Economie)[réf. nécessaire].
Sur une demande du président de la République François Hollande, Corinne Lepage rédige un rapport pour la création d'une Déclaration universelle des droits de l'humanité en septembre 2015, en vue d'une éventuelle adoption par l'Assemblée générale des Nations-Unies,. L'Association des amis de la DDHu obtient le statut consultatif auprès du Conseil économique et social des Nations unies.
Par ailleurs, elle préside l'association WECF. Elle préside également l'association Justice Pesticides.

### Libertés publiques
En 2008, Corinne Lepage s'engage dans une campagne contre le décret instaurant le fichier de police Edvige. Cap21 dépose le 7 octobre 2008 un recours devant le Conseil d'État pour obtenir l'annulation de ce décret, qui devait permettre aux forces de police de recenser et collecter des informations d'ordre privé (orientation sexuelle, état de santé, données fiscales et patrimoniales…) relatives à toute personne âgée de 13 ans ou plus jugée « susceptible de porter atteinte à l'ordre public ». Ce recours est rejeté le 29 octobre 2008 par le Conseil d'État.
Corinne Lepage s'est opposée, dans la presse française et par le biais du Parlement européen, à la loi Hadopi, destinée à protéger les œuvres artistiques et culturelles du téléchargement illégal.

### Affaire des assistants parlementaires du MoDem au Parlement européen
L'affaire des assistants parlementaires du MoDem au Parlement européen est une affaire politique et judiciaire portant sur des soupçons d'emplois fictifs concernant les assistants parlementaires des députés européens du parti français Mouvement démocrate (MoDem) siégeant au Parlement européen. Cette affaire a pour origine les révélations de Corinne Lepage dans son livre Mains propres, plaidoyer pour la société civile au pouvoir paru en janvier 2015.

## Ouvrages

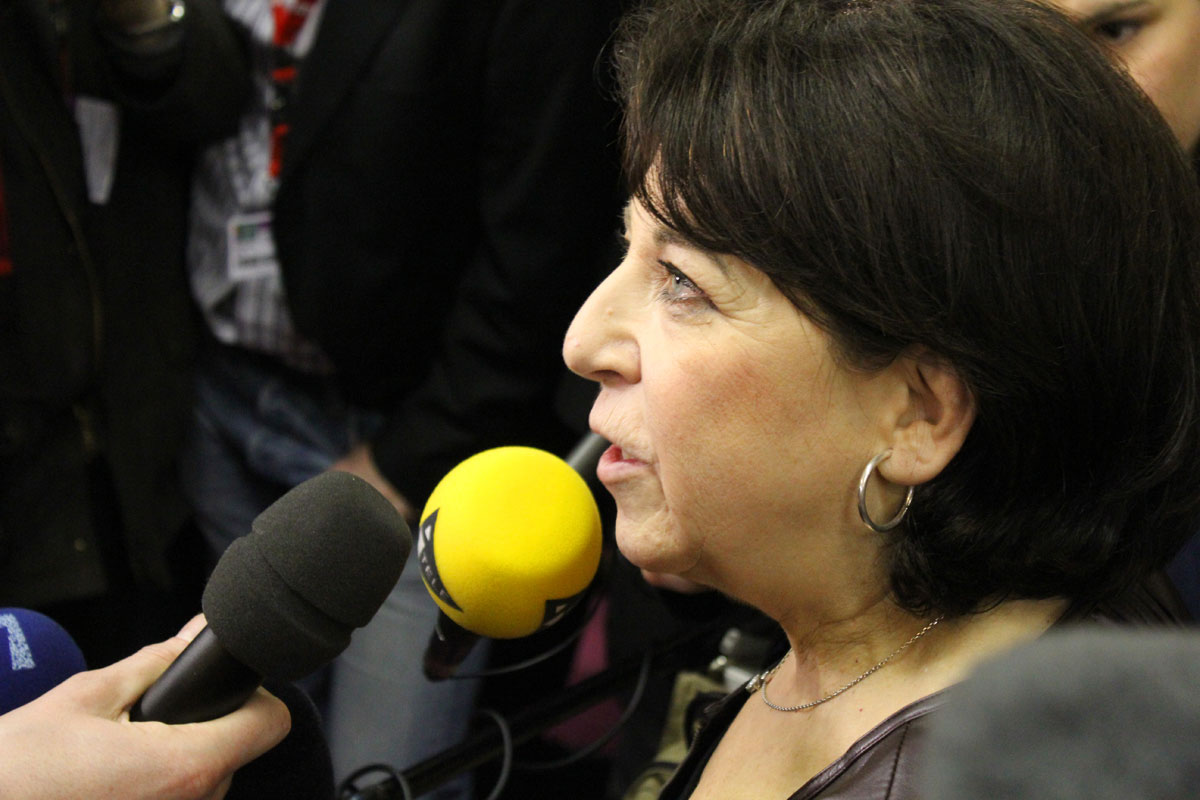
Corinne Lepage interrogée par les médias en 2012.

- Les Audits d'environnement, Éditions Dunod, 1993  (ISBN 978-2-10001-156-8)
- On ne peut rien faire, madame le Ministre, Éditions Albin Michel, 1998  (ISBN 978-2-22609-960-0)
- Bien gérer l'environnement, une chance pour l'entreprise, Le Moniteur Éditions, 1999  (ISBN 978-2-28112-263-3)
- Oser l'espérance, Robert Jauzé, 2001  (ISBN 978-2-86214-037-7)
- De l'écologie hors de l'imposture et de l'opportunisme, Raphaël coll. « Temps critiques », 2003  (ISBN 978-2-87781-074-6)
- Santé & Environnement : l'ABCdaire, Jacques-Marie Laffont, 2004  (ISBN 978-2-84928-055-3)
- J'arrive, sous le pseudonyme de Catherine Médicis, 2005  (ISBN 978-2-84186-276-4)
- Ecoresp 2006, le livre débat pour une économie responsable, 2006
- On efface tout et on recommence, sous le pseudonyme de Catherine Médicis, Michalon Éd., 2006  (ISBN 978-2-84186-312-9)
- Et si c’était elle, roman de politique fiction, Michalon Éd., 2006  (ISBN 978-2-84186-320-4)
- Constitution pour une nouvelle République, Atelier de presse, 2006  (ISBN 978-2-35310-000-2)
- Français, encore un effort pour passer d'une monarchie bananière à une République durable, sous le pseudonyme de Catherine Médicis, Michalon Éd., 2007  (ISBN 978-2-841-86393-8)
- Vivre autrement, Grasset, 2009  (ISBN 978-2-246-75341-4)
- Entre colère et espoirs : chroniques de catastrophes annoncées, livre broché et e-book[123], 2009  (ISBN 978-0-557-10979-1)
- La Vérité sur le nucléaire, Éditions Albin Michel, 2011  (ISBN 978-2-22623-067-6)
- À vos droits, citoyens !, Ilv Bibliotheca, 2011  (ISBN 978-2-35922-042-1)
- Déficit public : le patrimoine des Français en péril, L'Archipel, 2011  (ISBN 978-2-80980-629-8)
- La Vérité sur les OGM, c'est notre affaire !, Éditions Charles Léopold Mayer, 2012  (ISBN 978-2-84377-172-9)
- L'État nucléaire, Éditions Albin Michel, 2014  (ISBN 978-2-22624-549-6)
- Les Mains propres : plaidoyer pour la société civile au pouvoir, Autrement, 2015  (ISBN 978-2-74674-059-4)
- Atlas mondial du nucléaire, Autrement, 2015  (ISBN 978-2-74674-066-2)
- À bout de confiance : de la morale en politique, Autrement, 2017  (ISBN 978-2-74674-658-9)

### Collaboration ou participation
- La Politique de précaution, en coll. avec François Guéry, Presses universitaires de France, 2001  (ISBN 978-2-13051-575-3)
- Le Développement durable à l'usage des collectivités locales, de Dominique Bourg, préface de Hubert Reeves, contributions de Corinne Lepage, Jean-Louis Debré, Éric Flamand et Anne-Marie Sacquet, Victoires Éditions, 2006  (ISBN 978-2-35113-006-3)
- Sans le nucléaire on s'éclairerait à la bougie, et autres tartes à la crème du discours techno-scientifique, en collaboration avec Jean-François Bouvet, Seuil, 2010  (ISBN 978-2-02102-181-3)
- Le Choix du pire, de la planète aux urnes, avec Dominique Bourg, Presses universitaires de France, 2017  (ISBN 978-2-13078-959-8)
- Les Femmes au secours de la république, de l'Europe et de la planète, avec Bouchera Azzouz, Max Milo, 2020  (ISBN 978-2-31500-628-1)
- Nos batailles pour l'environnement : 50 procès - 50 ans de combats, avec Christian Huglo, Actes Sud, 2021  (ISBN 978-2-33015-181-2)

### Préfaces
- L'Entreprise responsable : sociale, éthique, « verte »… et bénéficiaire ?, de Cécile Jolly, Éd. du Félin, 2006  (ISBN 978-2-86645-617-7)
- Pollution atmosphérique et action publique, de Franck Boutaric, Rue d'Ulm, 2014  (ISBN 978-2-72880-517-4)
- Déclaration universelle des droits de l'humanité: Commentaire article par article, de Christian Huglo et Fabrice Picod, Bruylant Édition, 2018  (ISBN 978-2-80276-111-2)
- Paysans, on vous aime, défendez-vous, défendez-nous… : contre les pesticides de synthèse, de Daniel Cueff, Indigène Éditions, 2020  (ISBN 978-2-37595-091-3)
- Fukushima, tremblements et stupeur : 10 ans après, de Jean-Michel Jacquemin-Raffestin et Mickael Naveau, éditions Trédaniel, 2021  (ISBN 978-2-81322-451-4)